# Mateo Gaynor
Mateo Gaynor (San Antonio de Areco, Buenos Aires, 29 de abril de 1990) es un entrenador y exjugador de baloncesto argentino que se desempeñaba como alero. Considerado en su juventud un jugador con mucha proyección, no pudo destacarse a nivel profesional, acabando prematuramente su carrera a causa de lesiones que le impidieron seguir compitiendo.

## Trayectoria

### Etapa juvenil
Gaynor comenzó a jugar al baloncesto en el club Tempestad de San Antonio de Areco, antes de pasar por las filas de Náutico Zárate y Bahiense del Norte. Lideró a su equipo en la conquista del Campeonato Argentino Juvenil de Clubes de 2007. Su destacada actuación en ese certamen captó la atención de los reclutadores del Benetton Treviso de Italia, quienes le ofrecieron un contrato para continuar su desarrollo como jugador junto con ellos.
En 2009 participó del Nike Hoop Summit organizado en la ciudad de Portland, integrando el equipo de jugadores internacionales que venció a las estrellas juveniles estadounidenses.

### Etapa profesional
En enero de 2009, luego tres semestres en Italia, Gaynor fue cedido a Estudiantes de Bahía Blanca de la Liga Nacional de Básquet. Allí jugaría sus primeros 5 partidos oficiales como profesional. 
Unos meses después los italianos lo transfirieron al CB Jovent d'Alaior, para que disputase la Liga EBA. Tras un año en España, retornó a su país para sumarse al proyecto del Weber Bahía Estudiantes. Luego de una temporada y media con los bahienses, fue apartado del plantel. En consecuencia el alero aceptó una oferta de Quimsa para sustituir temporalmente a Sebastián Vega. Sin embargo sólo llegó a actuar en 2 partidos. 
En julio de 2012 se sumó a San Lorenzo de Chivilcoy en el Torneo Nacional de Ascenso, la segunda división del baloncesto profesional argentino. Allí promedió 15.9 puntos, 7.6 rebotes y 1.6 asistencias en 26 partidos. Retornó año siguiente a la LNB de la mano de Bahía Basket, donde fue suplente. 
A mediados de 2014 fichó con Sport Club Cañadense en lo que sería su regreso al TNA. A partir de entonces se convirtió en un jugador emblemático de la categoría, actuando en clubes como La Unión de Colón, Deportivo Viedma, Echagüe y Ameghino de Villa María. En agosto de 2019 retornó a Echagüe, pero una lesión le impidió jugar, por lo que en noviembre abandonó el club para ocuparse de su recuperación.
Alejado de las canchas por más de dos años, retornó a la competición en el primer semestre de 2022 contratado por Ameghino de Villa María, donde ya había jugado en la temporada 2018-19.
Las lesiones lo obligaron a abandonar su rol de jugador, asumiendo en su lugar el rol de entrenador. Trabajó como director técnico en clubes como Almafuerte de San Andrés de Giles, Campana Boat Club y Tempestad de San Antonio de Areco en Argentina, y el CAN y Pichincha en Bolivia.

## Selección nacional
Gaynor fue miembro de los seleccionados juveniles de baloncesto de Argentina, formando parte de una camada en la que también estaban Nicolás Laprovíttola, Juan Manuel Fernández, Fabián Ramírez Barrios y Luciano González entre otros. Con ellos ganó el Campeonato FIBA Américas Sub-18 de 2008 y disputó el Campeonato Mundial de Baloncesto Sub-19 de 2009.